# Robert Gramsch

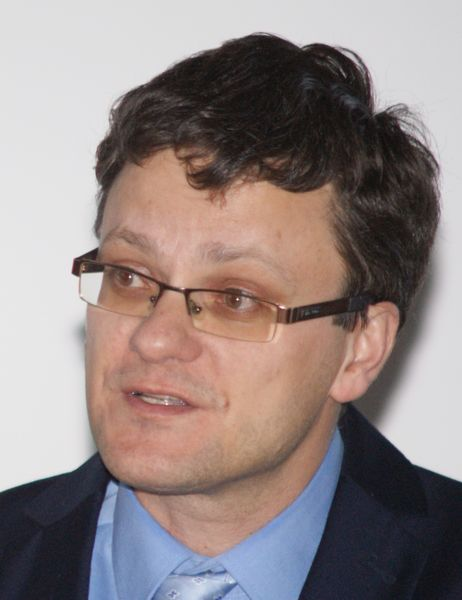
Robert Gramsch 2015 auf einer Tagung in München, aufgenommen von Werner Maleczek.

Robert Gramsch, auch Gramsch-Stehfest (* 1968 in Potsdam), ist ein deutscher Mediävist.

## Leben und Wirken
Nach Beendigung der Schule arbeitete Gramsch als technischer Mitarbeiter am Zentralinstitut für Astrophysik in Potsdam. Im Anschluss studierte er zwischen 1989 und 1991 Physik. Ehrenamtlich engagierte er sich in der Studierendenzeitschrift Akrützel, deren dritter Chefredakteur er von 1991 bis 1992 wurde. Er beendete sodann sein Physikstudium und studierte Geschichte und Philosophie auf Magister. Dieses schloss er erfolgreich 1997 an der Friedrich-Schiller-Universität Jena ab. In den Folgejahren forschte und arbeitete er als Stipendiat des Deutschen Historischen Instituts in Rom bis 2001. Im Folgejahr schloss er – unter dem Doktorvater Helmut G. Walther – seine Dissertation zu „Erfurter Juristen im Spätmittelalter“ ab. Bereits seit 2001 arbeitete er am Historischen Institut der FSU-Jena als wissenschaftlicher Assistent am Lehrstuhl für mittelalterliche Geschichte. Diesen vertrat er nach der Emeritierung seines Doktorvaters 2009–2010. Seine Habilitationsschrift Das Reich als Netzwerk der Fürsten. Politische Strukturen unter dem Doppelkönigtum Friedrichs II. und Heinrichs (VII.) 1225–1235 veröffentlichte er 2013. Im Wintersemester 2015/16 war er der Vertreter des Lehrstuhls für Geschichte des Spätmittelalters an der Ruhr-Universität Bochum. Im Wintersemester 2016/17 und im Sommersemester 2017 war er der Vertreter des Lehrstuhls für Geschichte des Mittelalters an der Universität Osnabrück, da der Lehrstuhlinhaber Thomas Vogtherr wegen zweier Forschungssemester von der Lehre befreit war.
Seiner Promotionsschrift zu Erfurter Studenten folgten zahlreiche Aufsätze zur mittelalterlichen Studentengeschichte an. Mit seiner Habilitationsschrift erweitert Gramsch die bereits seit zwei Jahrzehnten in der deutschen Mediävistik übliche sozialwissenschaftliche Netzwerkanalyse um explizit mathematische Analysewerkzeuge und -verfahren. Seinen Forschungsschwerpunkt der Elitennetzwerke im Hoch- und Spätmittelalter baut er auf diesem Vorgehen auf. An die Elitenforschung anknüpfend gehört die Universitätsgeschichte zu seinen Forschungsfeldern. Seine Habilitationsschrift wurde 2016 mit dem Wissenschaftlichen Stauferpreis der Stauferstiftung Göppingen ausgezeichnet.
Seit seiner Heirat trägt er den Doppelnamen Gramsch-Stehfest.

## Veröffentlichungen (Auswahl)
Monographien
- Erfurter Juristen im Spätmittelalter – Die Karrieremuster und Tätigkeitsfelder einer gelehrten Elite des 14. und 15. Jahrhunderts (=  Education and society in the Middle Ages and Renaissance. Bd. 17). Brill, Leiden/Boston 2003, ISBN 90-04-13178-7.
- Erfurt – die älteste Hochschule Deutschlands. Vom Generalstudium zur Universität (= Schriften des Vereins für die Geschichte und Altertumskunde von Erfurt. Bd. 9). Sutton, Erfurt 2012, ISBN 978-3-95400-062-3.
- Das Reich als Netzwerk der Fürsten. Politische Strukturen unter dem Doppelkönigtum Friedrichs II. und Heinrichs (VII.) 1225–1235 (= Mittelalter-Forschungen. Bd. 40).  Thorbecke, Ostfildern 2013, ISBN 978-3-7995-0790-5 (online).
- Bildung, Schule und Universität im Mittelalter. De Gruyter Oldenbourg, Berlin/Boston 2019, ISBN 978-3-11-045214-3.

Herausgeberschaften
- mit Tobias Kaiser (Hrsg.): Engagement und Ernüchterung. Jenaer Studenten 1988 bis 1995. Glaux, Jena 2009, ISBN 978-3-940265-22-7.